# Штольберг-Штольберг
Графство Штольберг-Штольберг (нем. Stolberg-Stolberg) — существовавшее с 1548 по 1803 г. графство в составе Священной Римской империи. Располагалось в южной части Гарца, столицей являлся Штольберг, управлялось династией Штольбергов.

## История
В 1429 году графство Вернигероде перешло к графам Штольберг, которые правили Вернигероде через личную унию. В 1548 г. графство Штольберг было разделена между линией Гарца (Штольберг-Штольберг) и рейнской линией, имевшей владения в Рошфоре (Штольберг-Рошфор) и Кенигштайн-им-Таунус (Штолберг-Кенигштайн).
После смерти графа Вольфа Георга цу Штольберга в 1631 году Штольберг-Штольберг унаследовали представители рейнской линии. 31 мая 1645 года графство было разделено между старшей линией Штольберг-Вернигероде и младшей линией Штольберг-Штольберг. В 1706 году Штольберг-Штольберг снова разделился, и была создана Штольберг-Росла.
С 1738 г. Штольберг-Штолберг был вынужден признать сюзеренитет курфюршества Саксония. По итогам медиатизации 1803 г. было передано Саксонии. По итогам Венского конгресса было передано Прусскому королевству.